# Melolontha shanghaiana
Melolontha shanghaiana är en skalbaggsart som beskrevs av Brenske 1896. Melolontha shanghaiana ingår i släktet Melolontha och familjen Melolonthidae. Inga underarter finns listade i Catalogue of Life.